# Urutoraman Tiga & Urutoraman Daina: Hikari no hoshi no senshi tachi
Urutoraman Tiga & Urutoraman Daina: Hikari no hoshi no senshi tachi (ウルトラマンティガ＆ウルトラマンダイナ　光の星の戦士たち) é um filme japonês de Tokusatsu produzido pela Tsuburaya Production em 1998. O filme foi um spinoff da série de TV Ultraman Dyna.